# Mokra Kalîhirka, Katerînopil
Mokra Kalîhirka (în ucraineană Мокра Калигірка) este localitatea de reședință a comunei Mokra Kalîhirka din raionul Katerînopil, regiunea Cerkasî, Ucraina.

## Demografie
Componența lingvistică a localității Mokra Kalîhirka
     Ucraineană (99,19%)
     Alte limbi (0,56%)
Conform recensământului din 2001, majoritatea populației localității Mokra Kalîhirka era vorbitoare de ucraineană (99,19%), existând în minoritate și vorbitori de alte limbi.